# Viellenave-de-Navarrenx
Viellenave-de-Navarrenx ist eine französische Gemeinde mit 162 Einwohnern (Stand 1. Januar 2022) im Département Pyrénées-Atlantiques in der Region Nouvelle-Aquitaine (vor 2016: Aquitanien). Die Gemeinde gehört zum Arrondissement Oloron-Sainte-Marie und zum Kanton Le Cœur de Béarn (bis 2015: Kanton Navarrenx).
Der Name Viellenave lautet in der gascognischen Sprache Vielanava (deutsch Neustadt). 1956 ist der Zusatz „de-Navarrenx“ zur Unterscheidung von der Gemeinde Viellenave-d’Arthez angefügt worden.
Die Einwohner werden Viellenavois und Viellenavoises genannt.

## Geographie
Viellenave-de-Navarrenx liegt ca. 25 km nordwestlich von Oloron-Sainte-Marie in der historischen Provinz Béarn.
Umgeben wird der Ort von den Nachbargemeinden:
|        | Audaux                                      | Bugnein  |
| Araux  | Kompassrose, die auf Nachbargemeinden zeigt | Bastanès |
| Charre | Castetnau-Camblong                          |          |

Viellenave-de-Navarrenx liegt im Einzugsgebiet des Flusses Adour am linken Ufer des Gave d’Oloron.
Der Lausset, ein Zufluss des Gave, durchquert das Gebiet der Gemeinde ebenso wie sein Nebenfluss, der Ruisseau de Harcellane, und seine Zuflüsse, der Cassou Dou Boue, der Ruisseau de Lescuncette und die Tréturé.

## Geschichte
Viellenave hatte im Mittelalter die Aufgabe eines Vorpostens der Zitadelle von Navarrenx. Allerdings zeigen sich keinerlei Spuren von militärischen Befestigungen. Die Vicomtesse d’Orthe befreite 1309 die Einwohner von den Pflichten des Lehnswesens. Die Gemeinde unterstand der Bailliage von Navarrenx und die Grundherrschaft war Teil des Baronats von Jasses. Bei der Volkszählung im Béarn im Jahre 1385 wurden 22 Haushalte gezählt. Es gab zudem ein Laienkloster, das Vasall des Vicomte von Béarn war. Im Dorf lebten auch Cagots, eine Personengruppe, die vom 13. bis weit ins 19. Jahrhundert hinein in Spanien und Frankreich aus heute noch unbekannten Gründen diskriminiert und weitgehend vom gesellschaftlichen Leben ausgeschlossen war. Die Anwesenheit der Cagots wurde 1579 bestätigt, als ein Vertrag mit einem gewissen Michel abgeschlossen wurde, um am Balkenwerk der Markthalle von Navarrenx zu arbeiten. Viellenave liegt an einem der Pilgerwege nach Santiago de Compostela. Bis zum 19. Jahrhundert überquerten die Pilger den Gave mit einer Fähre. Die Mauteinnahmen waren nicht unerheblich und bildeten einen wirtschaftlichen Faktor, denn nur der Grundherr und seine Dienerschaft waren von der Gebühr befreit. Die Fähre ist heute durch eine Brücke ersetzt, die von Gustave Eiffel geplant worden war.
Toponyme und Erwähnungen von Viellenave-de-Navarrenx waren:
- Vielenaue (12. Jahrhundert, laut Pierre de Marcas Buch Histoire de Béarn. S. 403),
- Vielenave und Sent-Per de Vielenave (1387 bzw. 1411, Notare aus Navarrenx),
- Viellanave und Vielanava (gegen 1540 bzw. in 1548, réformation de Béarn, Manuskriptsammlung des 16. bis 18. Jahrhunderts),
- Viellanava (1620, Veröffentlichungen des Bistums Oloron),
- Villenave (1750, Karte von Cassini),
- Viellenave (1793 und 1801, Notice Communale bzw. Bulletin des lois) und
- Viellenave-de-Navarrenx (1956).[5][6][3]

### Einwohnerentwicklung
Die Gemeinde erreichte Höchststände ihrer Größe in den Zählungen von 1836 und 1881 mit rund 340 bzw. rund 350 Einwohnern. In der Folgezeit stagnierte die Größe der Gemeinde bei kurzzeitigen Phasen der Erholung bis zu den 1960er Jahren auf ein Niveau von rund 160 Einwohnern, das bis heute bei gewissen Varianzen gehalten wird.
| Jahr      | 1962 | 1968 | 1975 | 1982 | 1990 | 1999 | 2006 | 2009 | 2022 |
| --------- | ---- | ---- | ---- | ---- | ---- | ---- | ---- | ---- | ---- |
| Einwohner | 156  | 151  | 161  | 187  | 167  | 140  | 152  | 168  | 162  |

## Sehenswürdigkeiten

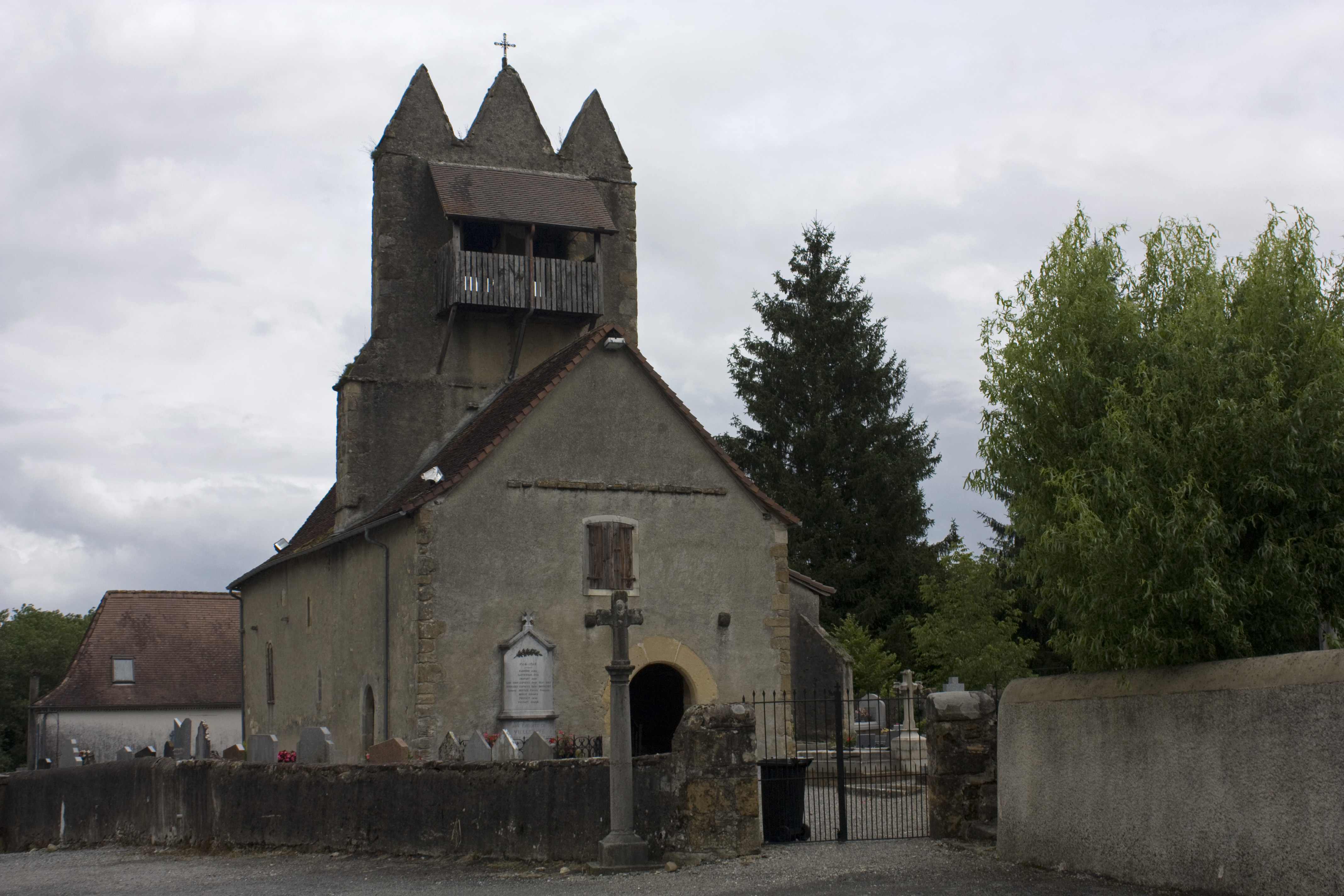
Pfarrkirche Saint-Pierre

- Pfarrkirche, geweiht dem Apostel Petrus, im 14. Jahrhundert errichtet. In den Hugenottenkriegen wurde sie 1569 teilweise durch einen Brand beschädigt, der von protestantischen Truppen gelegt worden war. Der Großteil des Gebäudes wurde im Laufe des 17. Jahrhunderts wieder aufgebaut. Anders als bei vielen Kirchen im Béarn konnte die Pfarrkirche von Viellenave-de-Navarrenx jedoch eine große Anzahl ihrer ursprünglichen Elemente bewahren.[8] Hierzu zählt auch das romanische Eingangsportal aus dem 14. Jahrhundert. Das schmucklose Portal misst drei Meter in der Höhe und zwei Meter in der Breite, die Mauerstärke beträgt 80 cm. Der Rundbogen wird durch fünf Werksteine als Einfassung verstärkt.[9] Eine Besonderheit der Kirche ist ihr Clocher trinitaire, ein Glockengiebel mit drei Spitzdächern als Symbol für die Dreifaltigkeit. Die Kirche ist die einzige der Region mit dieser Dachform, die vermehrt vor allem in der Soule im französischen Teil des Baskenlands anzutreffen ist. Vor und hinter den drei Dachspitzen bieten Vordächer den Maueröffnungen, in denen die Glocken untergebracht sind, einen gewissen Schutz vor Witterungseinflüssen.[10] Im Kircheninneren sind die Decken der Seitenschiffe mit Kreuzrippen mit zahlreichen runden Schlusssteinen bedeckt. Der gotische Chor stammt ebenfalls aus dem 14. Jahrhundert.[8] Er birgt eine rätselhafte weiße Grabplatte im Boden, die mit dem Bodenbelag verschmilzt. Sie misst zwei Meter in der Länge und 80 cm in der Breite und trägt weder Datum noch Inschriften, die auf die Identität des Verstorbenen schließen lassen. Der obere Teil, unter dem wahrscheinlich der Kopf liegt, zeigt in Richtung Langhaus und ist mit einem Flachrelief versehen, das ein Wappen erkennen lässt, welches zweifellos während der Französischen Revolution unkenntlich gemacht werden sollte. Das Wappen wird von zwei Tieren gehalten, die Löwen sein könnten, umgeben von einem Lorbeerkranz. Die Bewohner gaben dem Grabstein den Namen „Laussat“, weil diese Familie eine lange Zeit die Grundherrschaft von Viellenave besaßen.[11]

- Haus Laussat. Das Landgut aus dem 18. Jahrhundert besteht aus den Häusern des Besitzers und des Halbpächters und Wirtschaftsgebäuden rund um einen Innenhof. Vorgelagert ist ein weiterer Hof mit Pferdeställen, der vom Haupthof durch eine Mauer mit einer Galerie und einem Bogen als Verbindung getrennt wird. Zwei Gärten gestalten die Flächen rund um die Gebäude. Das Haupthaus besitzt ein Fundament aus Bruchstein, das im Wabenmuster gebaut wurde. Der teilweise fehlende Putz der Fassade lässt einen Mauerwerksverband im Ährenmuster erkennen. Lukarne mit Satteldächern ausgestattet unterbrechen das Dach aus Schiefer, das von einem doppelten Gesims unterstützt wird. Das Haus Laussat befindet sich in Privatbesitz und ist der Öffentlichkeit nicht zugänglich. Es ist seit dem 12. November 2003 als Monument historique klassifiziert.[12][13]

## Wirtschaft und Infrastruktur

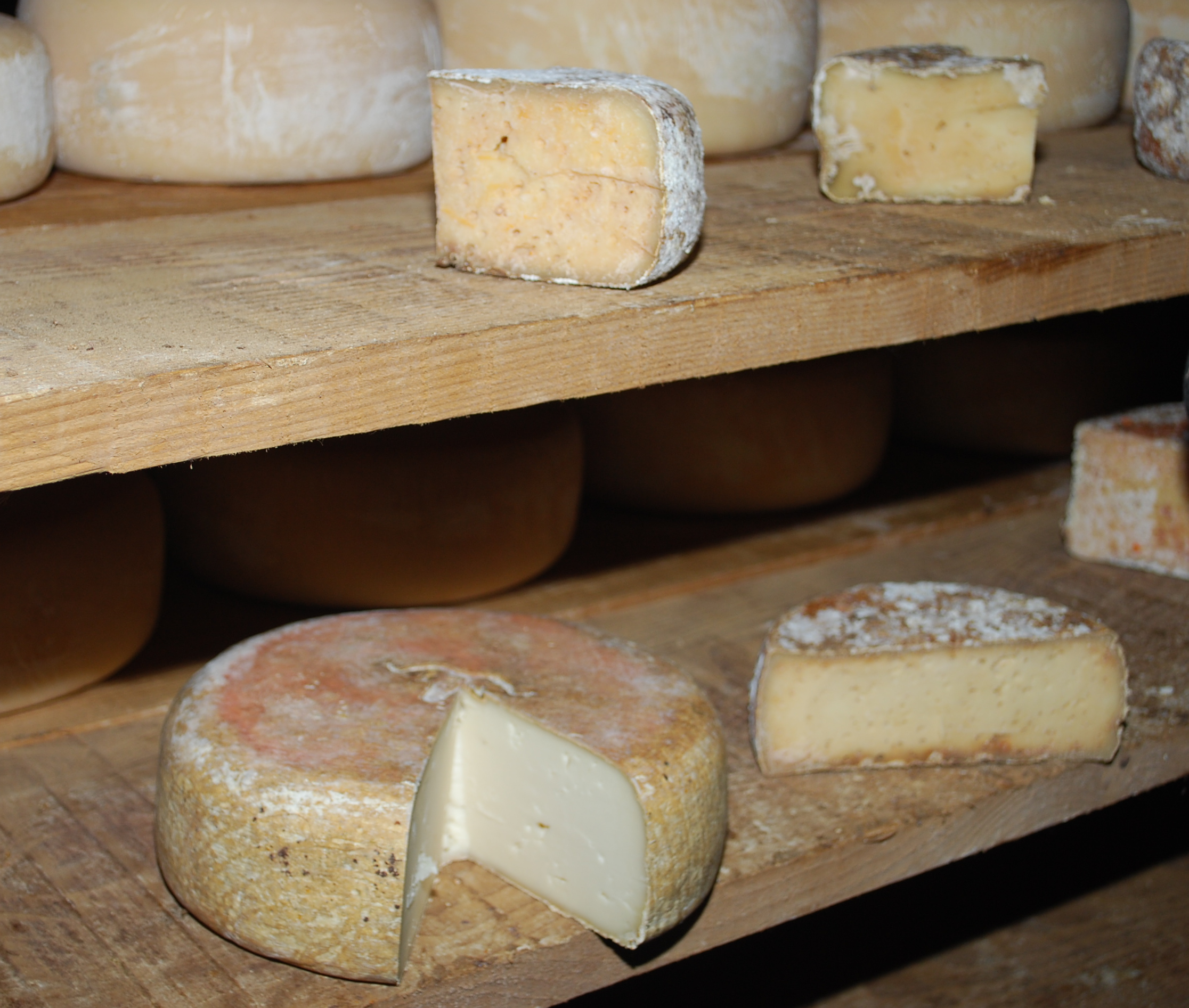
Ossau-Iraty verschiedener Reifungsgrade

Viellenave-de-Navarrenx liegt in den Zonen AOC des Ossau-Iraty, eines traditionell hergestellten Schnittkäses aus Schafmilch, sowie der Schweinerasse und des Schinkens „Kintoa“.

Logo des Jakobswegs

### Sport und Freizeit
Der Fernwanderweg GR 65 von Genf nach Roncesvalles führt auch durch den südlichen Teil des Gemeindegebiets. Er folgt der Via Podiensis, einem der vier historischen Jakobswege.

### Verkehr
Viellenave-de-Navarrenx ist erreichbar über die Routes départementales 115, 665 und 936, der ehemaligen Route nationale 636.